# Publius Cornelius Dolabella (Konsul 44 v. Chr.)
Publius Cornelius Dolabella (* wahrscheinlich 70/69 v. Chr.; † Juli 43 v. Chr. in Laodikeia, heute Latakia) war ein römischer Politiker und Feldherr. Er war der wichtigste Vertreter der Familie der Cornelii Dolabellae und von Mai 50 bis November 46 v. Chr. mit der Tochter von Terentia und Marcus Tullius Cicero, Tullia verheiratet.

## Abstammung und frühe Laufbahn
Meist wird angenommen, dass Dolabella ein Sohn des gleichnamigen Prätors des Jahres 69 v. Chr. war. Der Historiker Ronald Syme vermutet jedoch, dass Caesar sich so für Dolabella eingesetzt habe (s. u.), weil dieser sein unehelicher Sohn gewesen sein könnte.
Vor 51 v. Chr. wurde Dolabella zweimal angeklagt und in beiden Prozessen von Cicero verteidigt. Das Priesteramt eines Quindecimvir sacris faciundis übernahm er um die Mitte des Jahres 51 v. Chr. Er pflegte einen seine finanziellen Verhältnisse übersteigenden Lebensstil und ging wohl aus Geldgründen zu einem nicht genau bekannten Zeitpunkt eine Ehe mit einer Fabia ein, die um einiges älter war als er. Aus dieser Beziehung hatte er vielleicht einen Sohn.
Seine politische Laufbahn begann Dolabella Anfang 50 v. Chr. mit der Anklage des Appius Claudius Pulcher, der ein Anhänger des Pompeius war und auch mit Cicero gute Beziehungen unterhielt. Damals suchte der mittlerweile von seiner ersten Gattin Fabia geschiedene Dolabella eine zweite Ehe mit Ciceros Tochter Tullia einzugehen. Cicero war dies äußerst unangenehm, weil er gleichzeitig von der Anklage des Pulcher durch seinen Schwiegersohn in spe erfuhr und doch das gute Einvernehmen mit Pompeius und Pulcher aufrechterhalten wollte. Ohne Zustimmung des als Statthalter in Kilikien weilenden Redners erfolgte im Mai 50 v. Chr. die Heirat von Dolabella und Tullia. Etwa zur gleichen Zeit scheiterte Dolabella mit seiner Anklage gegen Pulcher. Auch seine Ehe mit Tullia verlief unglücklich. Er hatte sie wohl zu seiner finanziellen Sanierung und Förderung seiner politischen Karriere geschlossen. Cicero sah sich mit ständigen Forderungen seines Schwiegersohns konfrontiert, die Raten der Mitgift zu überweisen. Im Mai 49 v. Chr. brachte Tullia einen Sohn zur Welt, der jedoch früh verstarb. Nach ihrer Scheidung (s. u.) gebar sie im Januar 45 v. Chr. einen zweiten Knaben, verschied aber bald an den Folgen der Geburt; und auch dieser zweite Sohn dürfte nicht lange gelebt haben.

## Karriere unter Caesar
Im zu Beginn des Jahres 49 v. Chr. zwischen Pompeius und Caesar ausgebrochenen Bürgerkrieg ergriff Dolabella – ohne Rücksichtnahme auf die politische Gesinnung seines Schwiegervaters – für Caesar Partei, weil er sich davon große persönliche Vorteile bezüglich seiner großen Schulden erhoffte. Er suchte den späteren Diktator bei dessen im Januar 49 v. Chr. erfolgenden Vormarsch nach Italien sofort auf und bemühte sich, auch Cicero zum Übertritt auf die Seite Caesars zu bewegen. Doch in Rom wurden seine Erwartungen an Caesars Freigebigkeit enttäuscht und er sah sich außerdem von seinen Gläubigern verfolgt.
Caesar setzte seinem Widersacher Pompeius nicht sofort nach, sondern suchte zunächst Spanien unter seine Kontrolle zu bringen. Unterdessen sollte Dolabella mit etwa 40 Schiffen in der Adria patrouillieren, musste aber vor einer feindlichen, unter Befehl des Marcus Octavius und Lucius Scribonius Libo stehenden Flotte bis an die dalmatinische Küste zurückweichen. Auch ein gemeinsames Vorgehen mit Caesars Legat Gaius Antonius konnte nicht verhindern, dass Dolabella seine Flotte verlor. Gaius Antonius musste sich schließlich ergeben, während Dolabella wahrscheinlich die Flucht gelang.
48 v. Chr. nahm Dolabella als Verbündeter Caesars an dessen entscheidender militärischer Auseinandersetzung mit Pompeius am Balkan teil. Während des langen Stellungskrieges bei Dyrrhachion forderte er Cicero erneut brieflich zum Anschluss an Caesar auf; dieses Schreiben ist erhalten geblieben. Auch in der mit dem endgültigen Sieg Caesars über Pompeius endenden Schlacht von Pharsalos kämpfte er mit.
Während Caesar seinen geschlagenen Gegner nach Ägypten verfolgte, begab sich Dolabella auf die Heimreise nach Italien. Er wollte nun Volkstribun werden und umging seine dabei im Weg stehende patrizische Abstammung, indem er sich Ende 48 v. Chr. von einem Plebejer, wohl einem Lentulus, adrogieren ließ.
Obwohl Caesar im Dezember 49 v. Chr. zur Stabilisierung des Geldmarktes u. a. den zahlreichen Schuldnern geboten hatte, nach einer Schätzung ihres Grundbesitzes ihre Gläubiger befriedigen zu müssen, hatte der Prätor Marcus Caelius Rufus 48 v. Chr. die Abwesenheit Caesars ausgenützt, um mit allen Mitteln einen Schulden- und Mieterlass durchzusetzen, wofür er allerdings mit dem Leben büßte. Dennoch brachte Dolabella Anfang 47 v. Chr. als Volkstribun nach Caelius’ Vorbild einen Antrag für ein Gesetz ein, mit dem alle Schulden gestrichen und Wohnungsmieten gemindert werden sollten, wobei es ihm hauptsächlich darum ging, den Forderungen seiner Gläubiger zu entkommen und sich eine breitere politische Plattform zu schaffen. Der Antrag wurde von seinen Amtskollegen Gaius Asinius Pollio und insbesondere Lucius Trebellius vehement bekämpft und führte zu ernsten Turbulenzen in der Hauptstadt. Anhänger von Dolabella und Trebellius lieferten sich regelmäßig Straßenschlachten. Caesar war damals in den für ihn äußerst gefahrvollen und langwierigen Alexandrinischen Krieg verwickelt. Als sein Stellvertreter in Italien fungierte der Magister equitum Marcus Antonius, der aber nicht sofort in die Kämpfe der rivalisierenden Tribunen eingriff und sich zunächst mit meuternden Legionären in Campanien beschäftigen musste. Als er wieder in Rom war, näherte er sich langsam Trebellius. Der Senat rief schließlich durch die Verabschiedung eines senatus consultum ultimum den Staatsnotstand aus, auf dessen Basis Antonius mit seinen Soldaten unter äußerst brutalen Auseinandersetzungen verhinderte, dass Dolabella seinen Antrag auf dem Forum abstimmen lassen konnte. Bei den Gefechten sollen etwa tausend Römer ums Leben gekommen sein. Zum letztendlichen Vorgehen des Magisters equitum gegen Dolabella trug angeblich auch bei, dass der Volkstribun ein Verhältnis mit Antonia, der ersten Ehefrau von Antonius, unterhalten habe. Dieses blutige Einschreiten machte Antonius bei der Plebs verhasst. Erst als Caesar Anfang Oktober 47 v. Chr. wieder nach Rom zurückkehrte, beruhigte sich die Situation gänzlich. Er begnadigte Dolabella und war eher mit Antonius unzufrieden.
Für den während der geschilderten Unruhen in Brundisium weilenden Cicero war Dolabella nach wie vor ein ungeliebter Schwiegersohn. Dass dieser dem 52 v. Chr. ermordeten berüchtigten Volkstribunen Publius Clodius Pulcher eine Statue errichten ließ, empörte den Redner maßlos, da er mit dem geehrten Verstorbenen zutiefst verfeindet gewesen war. Ebenso ärgerte Cicero, dass Dollabella anscheinend diverse außereheliche Affären unterhielt und Tullias Ehe so unglücklich verlief. Er wünschte sich eine Trennung dieser Ehe, wagte aber kein öffentliches Zerwürfnis mit seinem Schwiegersohn.
Caesar hielt es offenbar für notwendig, zur Vermeidung künftiger Unruhen Dolabella aus Rom zu entfernen, und nahm ihn als einen seiner Generäle auf seine weiteren militärischen Expeditionen mit. Zuerst begleitete Dolabella den Diktator Ende 47 v. Chr. nach Nordafrika. Als er im Sommer des nächsten Jahres wieder in Italien eintraf, stattete er seinem Schwiegervater auf dessen Grundstück, dem Tusculanum, einen Besuch ab. Bei dieser Gelegenheit nahm er bei Cicero Rhetorikunterricht wie auch später in Rom. Er stimmte einer einvernehmlichen Scheidung von Tullia zu, die am 10. November 46 v. Chr. stattfand, war aber bei der Rückzahlung der Mitgift säumig.
Als Dolabella seit Ende 46 v. Chr. auf Caesars Seite bei der Bekämpfung des letzten Widerstandes der Pompeianer auf der Iberischen Halbinsel mitwirkte (wobei er eine Verletzung erlitt), unterhielt er eine rege Korrespondenz mit seinem ehemaligen Schwiegervater. Er übermittelte ihm Nachrichten, etwa über seinen Neffen, sowie einen Beileidsbrief zum Tod Tullias. Nach seiner im Sommer 45 v. Chr. erfolgten Heimkehr war er erneut Ciceros Gast auf dem Tusculanum. Aus dessen Angaben in manchen seiner Briefe zu schließen, war Dolabella jetzt vermögender, offenbar aufgrund seiner Belohnung durch Caesar, und konnte sich einige Grundstücke leisten.

## Rolle im Machtkampf nach Caesars Ermordung
Anfang 44 v. Chr. traten Caesar und Marcus Antonius das Konsulat an, doch versprach Caesar, nach seinem Aufbruch zum geplanten Partherfeldzug Dolabella an seiner Stelle zum Suffektkonsul zu machen. Antonius sah in Dolabella einen auszuschaltenden Konkurrenten und bemühte sich, eine Ungültigkeitserklärung von dessen Wahl zu erreichen.
Am 15. März 44 v. Chr. wollte Caesar über Antonius’ Einspruch bezüglich Dolabellas Suffektkonsulat entscheiden, doch seine an diesem Tag erfolgte Ermordung änderte die Situation völlig. Unmittelbar nach dem Attentat auf den Diktator beschlagnahmte Dolabella die Insignien des Konsulats, begab sich zu den auf dem Capitol verschanzten Caesarmördern und verbündete sich mit ihnen. Sie bestätigten ihn dafür als Konsul, obwohl er – wenn das Geburtsjahr 70/69 v. Chr. stimmt – noch viel zu jung zur Bekleidung dieses Amtes und auch noch nicht Prätor gewesen war. Die Senatssitzung vom 17. März stand unter dem Motto der Aussöhnung von Caesarianern und Caesarmördern; zu den dabei getroffenen Beschlüssen gehörte, dass nun auch Antonius Dolabella als Amtskollegen akzeptierte.
In den darauffolgenden Wochen übten die beiden Konsuln ihr Amt überwiegend in Harmonie aus. Im April 44 v. Chr. ließ Antonius seinem Kollegen für die Zeit von dessen Prokonsulat die reiche Provinz Syria zuweisen. Damit wollte er sich Dollabella verpflichten. Es ist recht wahrscheinlich, dass Antonius dabei eine noch von Caesar getroffene Verfügung umsetzte, da Cicero nie Dolabellas Anspruch auf Syria bezweifelte. Im gleichen Monat beantragten beide Konsuln gemeinsam ein Agrargesetz, durch das Veteranen Caesars u. a. auf dem Gelände der durch den Diktator teilweise (entlang der Via Appia) trockengelegten Pontinischen Sümpfe angesiedelt werden sollten. Ende April begab sich Antonius nach Campanien, um mit den dortigen Veteranen Kontakt aufzunehmen.
Nun näherte sich Dolabella wieder der Partei der Caesarmörder, ließ das für Caesar am Platz seiner Feuerbestattung erbaute Denkmal demolieren sowie den dortigen Kult des zum Gott erhobenen Diktators untersagen und deswegen entstandene Proteste der Plebs niederschlagen. Die Caesarmörder waren zufrieden und Cicero schmeichelte sich, dass sein Einfluss Dolabellas Vorgehen bewirkt habe. Anfang Mai 44 v. Chr. schrieb der Redner seinem ehemaligen Schwiegersohn einen Brief, in dem er sich sehr für dessen Verhalten bedankte. Als aber Antonius wieder in Rom eintraf, trat Dolabella bald wieder auf dessen Seite. Anfang Juni erhielt Dolabella sogar ein imperium proconsulare für fünf Jahre verliehen. Er wahrte gegenüber den Caesarmördern einen gemäßigten Ton, blieb mit Cicero in freundschaftlichem Kontakt und leitete am 2. September jene Senatssitzung, in der Cicero seine erste philippische Rede hielt.

## Zug nach Syrien und Tod
Etwa Ende Oktober 44 v. Chr. machte sich Dolabella auf den Weg in die ihm für die Zeit nach seinem Konsulat zugesagte Provinz Syria, die allerdings der etwas früher dorthin abgereiste Caesarmörder Gaius Cassius Longinus für sich beanspruchte. Über Griechenland und Makedonien zog Dolabella nach Thrakien, doch konnte Marcus Iunius Brutus ihm unterwegs die Kavallerie abspenstig machen.
Im Januar 43 v. Chr. begab sich Dolabella mit nur einer Legion in die Provinz Asia, wo der Caesarmörder Gaius Trebonius als Prokonsul fungierte. Dieser bot Dolabella freien Durchzug nach Syrien und Verproviantierung an, ließ ihn aber die Stadt Smyrna nicht betreten. Dolabella arrangierte sich zum Schein mit dem Prokonsul, doch des Nachts gelang es ihm Smyrna durch einen schnellen Handstreich zu erobern. Der noch im Bett liegende Caesarmörder wurde von den Soldaten seines siegreichen Gegners geköpft. Laut Appian ging es nun sehr grausam zu. Trebonius’ Haupt wurde auf dem Tribunal postiert und sein Leichnam geschändet. Mit dieser Aktion hatte Dolabella eindeutig Stellungnahme gegen die Caesarmörder bezogen und war unangefochtener Herr der Provinz Asia.
Auf Antrag des Quintus Fufius Calenus erklärte der empörte Senat Dolabella wegen des Mordes an Trebonius zum Staatsfeind. Mit der in seiner damals gehaltenen elften philippischen Rede erhobenen Forderung, Cassius das militärische Kommando gegen Dolabella zu erteilen, drang Cicero nicht durch. Dem Wunsch des Redners kam der Senat erst nach, als die Konsuln Pansa und Hirtius im April 43 v. Chr. als Folge der Schlacht von Forum Gallorum und der Schlacht von Mutina gegen Antonius umgekommen waren.
Die Caesarmörder Cassius und Brutus sowie weitere führende Anhänger der republikanischen Sache, die im Osten des Römischen Reichs operierten, informierten Cicero brieflich über die Rüstungen des Dolabella. Dieser erhielt von den meisten Städten Kleinasiens Unterstützung, empfing Gesandte aus Rhodos und Judäa, konnte aber seine Streitkräfte nur auf zwei Legionen verstärken, während Cassius in Syrien bereits acht Legionen kommandierte. Dolabella trat daher in ein Bündnis mit der Ptolemäerherrscherin Kleopatra VII., von der Parteinahme für die Caesarianer zu erwarten war. Er erkannte ihren Sohn Kaisarion als Mitregenten Ägyptens an und erhielt dafür als militärische Verstärkung die vier im Nilland stationierten Legionen, die sein Legat Aulus Allienus abholen sollte. Der Historiker Joachim Brambach glaubt aber nicht, dass Kleopatra damals die Macht besaß, den in ihrem Land postierten römischen Heeren Befehle zu erteilen und es daher erst ihrer Erlaubnis zu ihrem Abmarsch bedurft hätte. Als sich Allienus mit den ägyptischen Legionen auf den Rückweg zu Dolabella machte, wurde er von Cassius – wohl aufgrund von dessen Übermacht – in Palästina gezwungen, die Truppen zu übergeben. Dies berichtet Cassius in einem auf den 7. März 43 v. Chr. datierten Brief, den er an Cicero richtete. Damit verfügte der Caesarmörder über 12 Legionen. Auch die von Dolabella aufgestellte Flotte, mit der er im Fall seines Scheiterns nach Italien zurücksegeln wollte, wurde vernichtet.
Im Mai 43 v. Chr. brach Dolabella auf, um Cassius trotz dessen militärischer Überlegenheit Syrien streitig zu machen. Er marschierte durch Kilikien, wo ihn die Stadt Tarsos unterstützte, in Richtung Syrien, konnte aber Antiochia nicht erobern. Da er dabei größere Verluste sowie den Abfall von Soldaten hinzunehmen hatte und außerdem wusste, dass Cassius über wesentlich größere Kontingente gebot, zog er sich in das mit den Caesarianern sympathisierende Laodikeia zurück. Zwar konnte Cassius die Zufuhren der Stadt am Landweg gänzlich unterbinden, aber weil sie auf einer Halbinsel gelegen war, erhielt Dolabella weiterhin Verproviantierung zur See. Zunächst besiegte er, vielleicht durch seinen Flottenkommandanten Lucius Marcius Figulus, in einem Seegefecht die Kriegsschiffe des Cassius. Doch dieser erhielt auf seine Forderung hin von einigen asiatischen Staaten weitere Flotteneinheiten zugesandt, u. a. von Serapion, dem Strategen Zyperns, der dabei gegen den Willen seiner Gebieterin Kleopatra handelte und dafür später mit dem Leben büßen musste. Mit den Verstärkungen an Schiffen gelang es Cassius nun, die feindliche Flotte entscheidend zu besiegen. Nun war Dolabella auch auf dem Seeweg abgeschnitten, so dass ihm langsam die Nahrungsmittelvorräte ausgingen. Ausbruchsversuche blieben erfolglos und in unhaltbarer Lage gewährten seine Soldaten Cassius Eintritt nach Laodikeia. Daraufhin befahl Dolabella einem seiner Soldaten, ihn zu töten (etwa Ende Juli 43 v. Chr.). Trotz der Feindschaft ließ Cassius ihn ehrenvoll beisetzen.
Als der Caesarerbe Octavian sich gewaltsam den Zutritt nach Rom verschafft hatte und Konsul geworden war, rehabilitierte er am 19. August 43 v. Chr. Dolabella, indem er dessen Ächtung annullieren ließ.